# Godfried II van Raabs
Godfried II van Raabs (overleden rond 1137) was van 1105 tot 1137 samen met zijn broer Koenraad I de eerste burggraaf van Neurenberg. Hij behoorde tot het huis Raabs.

## Levensloop
Godfried II stamde uit het huis Raabs, een edelvrije familie. Hij was de zoon van Godfried I van Gosham en de kleinzoon van Ulrich van Gosham, de stamvader van het huis Raabs, die het gebied ten noorden van Melk bestuurde terwijl het huis Babenberg over het markgraafschap Oostenrijk regeerde.
In 1105 werd de stad Neurenberg verwikkeld in het conflict tussen keizer Hendrik IV en diens zoon Hendrik V. Hierbij werd de stad en het plaatselijke kasteel grotendeels verwoest. Om het kasteel en de stad in de toekomst te beschermen, benoemde keizer Hendrik V Godfried II en zijn jongere broer Koenraad I tot burggraven van Neurenberg.
Nadat Godfried II in 1137 overleed, werd zijn jongere broer Koenraad I de enige burggraaf van Neurenberg. Na diens dood in 1143 werd Godfrieds zoon Godfried III burggraaf van Neurenberg.